# Corrida Internacional de São Silvestre de 1945
A Corrida Internacional de São Silvestre de 1945 foi a 21ª edição da prova de rua, realizada no dia 31 de dezembro de 1945, no centro da cidade de São Paulo, foi a primeira a contar com participantes estrangeiros, assim adquirindo o nome Internacional, com participantes da América do Sul. A prova foi de organização da Fundação Casper Líbero.
O vencedor foi o brasileiro Sebastião Alves Monteiro da Força Policial, que fez uma batalha pela vitória contra o uruguaio Oscar Moreira.

## Percurso
Em frente ao Estádio do Pacaembu até o Clube de Regatas Tietê, com 7.500 metros.

## Resultados

#### Masculino
- 1º) Sebastião Alves Monteiro (Brasil) - 21m54s
- 2º) Oscar Moreira (Uruguai)
- 3º) -
- 4º) Raul Inostroza (Chile)